# Bożena Storożyńska
Bożena Storożyńska, z d. Marciniak (ur. 6 października 1951 w Łasku) – polska koszykarka, mistrzyni i reprezentantka Polski.

## Kariera sportowa
Jest wychowanką MKS Łask. W 1967 została zawodniczką ŁKS Łódź. W 1968 została mistrzynią Polski juniorek. Z drużyną seniorek zdobyła trzykrotnie mistrzostwo Polski (1972, 1973, 1974), czterokrotnie wicemistrzostwo Polski (1968, 1971, 1975, 1977) i pięć brązowych medali mistrzostw Polski (1969, 1976, 1978, 1979, 1980). Redakcja Sportowca wybrała ją najlepszą polską koszykarką w 1971 i 1973.
Z reprezentacją Polski juniorek wystąpiła na mistrzostwach Europy w 1969, zajmując 4. miejsce. Z reprezentacją Polski seniorek wystąpiła na mistrzostwach Europy w 1970 (6 m.), 1972 (9 m.), 1974 (9 m.) i 1976 (6 m.).
W 1980 wyjechała do Francji.
Jej synem jest Paweł Storożyński, który również uprawiał koszykówkę i był reprezentantem Polski w tej dyscyplinie sportu.